# Lars Lindeblad
Lorentz (Lars) Lindeblad, född 1706, död 11 augusti 1773 i Kalmar, var en svensk boktryckare. 
I juni 1756 gjorde biskopen i Kalmar stift, Magnus Beronius, en framställan till Kungl. Maj:t om att ett nytt boktryckeri behövdes i staden, som då stått utan ett sådant sedan 1635. Boktryckerisocieteten ställde sig i sitt svar den 13 september tveksam, eftersom man inte trodde att satsningen skulle vara lönsam. Kanslikollegium tillstyrkte framställan 11 oktober 1756, under förutsättning att tryckaren inte skulle bryta mot gällande regler eller skapa osund konkurrens. Kungl. Maj:t beviljade framställan 8 december och Lindeblad, som då var gesäll, blev boktryckare. Det tog tid innan verksamheten kom igång, men under 1757 startade tryckeriet. Lindeblad drev verksamheten till sin död i "bröstsjuka" (troligen TBC) 1773, och hans änka ytterligare ett par år till 1775. Lindeblads faktor, Magnus Pettersson, tog då över tryckeriet.
Lindeblad är representerad vid Kalmar läns museum.

### Fotnoter
1. 1 2  Riksarkivet (Kalmar kyrkoarkiv): Vigde, döde, 1749-1799, höger sida, post 5, läst 26 november 2020
2. ↑  Kalmar läns museum